# Brittany Kolmel
Brittany Kolmel (* 18. September 1987 als Brittany Nicole Taylor in Hamptonburgh, New York) ist eine US-amerikanische Fußballspielerin.

## Karriere

### Verein
Von 2010 bis 2011 spielte Kolmel für die WPS-Franchise des Sky Blue FC. Nach der Auflösung der WPS zu Jahresbeginn 2012 lief sie für New York Fury in der WPSL Elite auf. Im Februar 2013 wurde Kolmel als sogenannter Free Agent von den Flash verpflichtet. Ihr Ligadebüt gab sie am 14. April 2013 gegen den Sky Blue FC, ihren ersten Treffer in der NWSL markierte sie am 19. Juni im Auswärtsspiel bei den Chicago Red Stars. Von 2013 bis 2015 stand Kolmel saisonübergreifend in 41 aufeinanderfolgenden Spielen der NWSL über die volle Spielzeit auf dem Platz, was einen ligaweiten Rekord darstellt. Zur Saison 2016 wechselte sie zum amtierenden Meister FC Kansas City.

### Nationalmannschaft
Kolmel spielte für diverse Nachwuchsteams des US-amerikanischen Fußballverbandes und absolvierte in den Jahren 2010 und 2011 je ein Länderspiel für die A-Nationalmannschaft der USA.